# Higashi-Ginza (metropolitana di Tokyo)
La Stazione di Higashi-Ginza (東銀座駅?, Higashi-Ginza-eki) è una stazione della metropolitana di Tokyo, si trova nel quartiere di Chūō. La stazione è servita dalla linea Asakusa della Toei metro e dalla linea Hibiya della Tokyo Metro.

## Stazioni adiacenti
| «                                       | Servizio      | »             |
| Linea Asakusa                           | Linea Asakusa | Linea Asakusa |
| --------------------------------------- | ------------- | ------------- |
| Shimbashi                               | Tutti i treni | Takarachō     |
| L'Espresso Limitato Aeroporto non ferma |               |               |
| Linea Hibiya                            |               |               |
| Ginza                                   | Locale        | Tsukiji       |